# Александар Стојановић (генерал)
Александар Стојановић (Београд, 14. март 1885 — Београд, 16/17. новембар 1944) био је армијски генерал Југословенске војске, помоћник министра војске, морнарице и ваздухопловства Краљевине Југославије и командант коњице Југословенске војске.

## Биографија

### Образовање и каријера
Рођен је 14. марта 1885. године у Београду. Завршио је Нижу школу Војне академије у Београду, а потом Војну школу Сен-Сир у Паризу. Учествовао је у Балканским ратовима и Првом светском рату.
Од 14. децембра 1929. године, био је начелник штаба Прве армијске области. Три дана касније је унапређен у чин бригадног генерала. Потом, 14. децембра 1932. године прелази на дужност команданта пешадије Потиске дивизијске области, а затим 4. јануара 1934. године постаје командант Шумадијске дивизијске области. У чин дивизијског генерала је унапређен 3. априла 1935. године.
За помоћника инспектора трупа је именован 6. септембра 1936. године. Помоћник министра војске, морнарице и ваздухопловства Краљевине Југославије је био од 27. новембра 1937. до 11. децембра 1940. године, у време мандата генерала Љубомира Марића, генерала Милутина и Милана Недића, када је постао командант коњице Југословенске војске.

### Други светски рат
Разрешен је дужности након пуча 27. марта 1941. године, али је реактивиран већ у Априлском рату. На предлог Милана Недића, долази на службу у Влади народног спаса као начелник Одељења за војне заробљенике и начелник Војног одељења при Председништву Владе народног спаса, због чега му је 1941. године одузет чин.
Стрељан је након ослобођења Београда 1944]]. године на непознатој локацији. То се највероватније догодило у ноћи између [[16. новембар|16. и 17. новембра 1944. године у Лисичјем потоку. У списима је заведен као припадник Српске државне страже. Његово име је објављено под редним бројем 70 на списку 105 стрељаних, објављеном 27. новембра 1944. године на насловној страни листа Политика, као део саопштења Војног суда Првог корпуса НОВЈ о суђењу ратним злочинцима у Београду. Уследила је конфискација имовине, а тело породици никада није предато.

### Рехабилитација
Виши суд у Београду је 12. марта 2012. године донео решење о рехабилитацији генерала Стојановића, на основу предлога који је поднела његова кћерка Дарослава Савић.

## Унапређења у чинове
| Бригадни генерал   | Дивизијски генерал | Армијски генерал   |
| ------------------ | ------------------ | ------------------ |
|                    |                    |                    |
| 17. децембар 1929. | 3. април 1935.     | 31. децембар 1940. |